# Sidi Okba
Pour les articles homonymes, voir Okba.
Sidi Oqba (en arabe: سيدي عقبة ), Tabouda à l'époque antique, est une commune algérienne de la wilaya de Biskra.

## Géographie

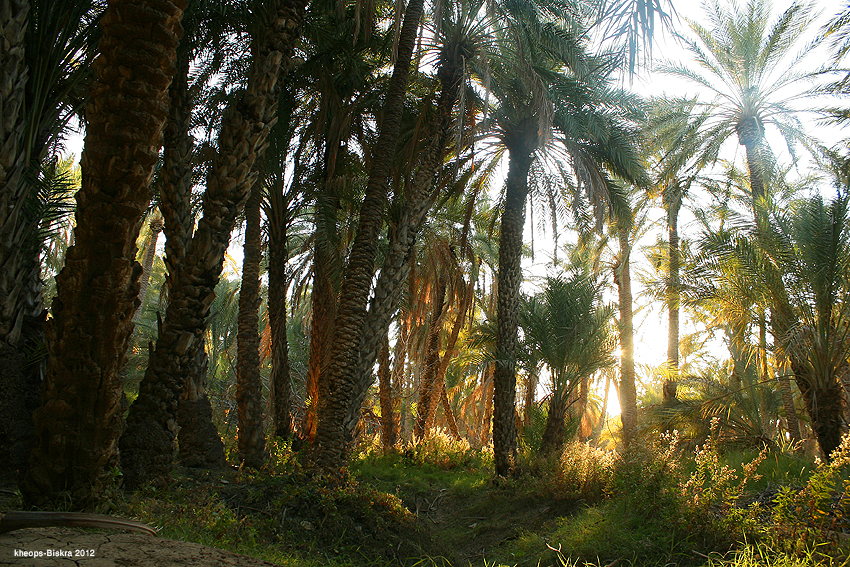
oasis, Sidi Okba.

### Situation
La ville est l'un des points de rencontre entre les massifs des Aurès et des Zibans.
Elle est située à une vingtaine de kilomètres de Biskra, à 115 km de Batna, 220 km de Touggourt et 400 km d'Alger.
Au centre d'oasis, la ville, qui compte 33 509 habitants, est entourée par des dizaines de milliers de palmiers.

## Histoire

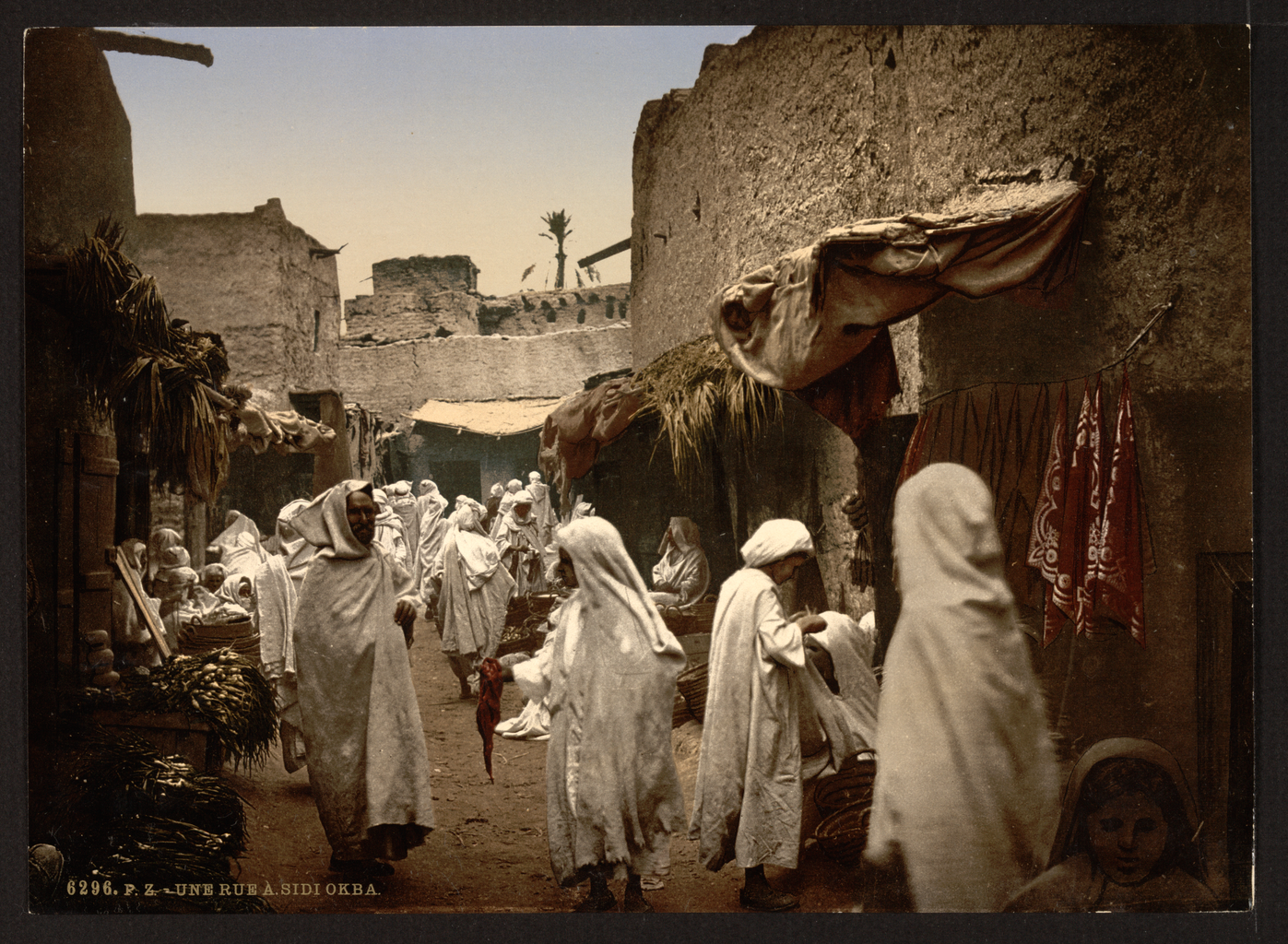
Une rue de Sidi Okba en 1899.

La ville a été nommée ainsi du nom de Oqba Ibn Nafi al-Fihri, chef des armées Omeyyades qui a participé à la conquête du Maghreb au VIIe siècle. Il a également fait bâtir la ville de Kairouan, en Tunisie. Pris dans une embuscade, à la bataille de Tahouda (683), il tombe face à l’armée byzantine et berbère menée par Koceïla.
Avant de porter le nom du général arabe, elle portait le nom de « Madinat as-Sihr » (la ville de la magie).
Ibn Khaldoun rapporte l'importance du lieu : « J'ose même dire que, de tous les cimetières du monde vers lesquels les hommes dévots dirigent leurs pas, celui-ci est le plus illustre par le nombre et la qualité des martyrs qu'il renferme. Personne depuis lors ne s'est jamais acquis même la moitié des mérites qui distinguèrent chaque individu de ces Compagnons et Tabès. Le petit nombre de prisonniers faits dans cette journée et parmi lesquels se trouvèrent deux compagnons de Muhammad, les nommés Yazîd lbn Khalaf al-Qayssi et Muhammad Ibn Uways al-Ansari, furent rachetés par Ibn Mesad, seigneur de Gafsa. Quand la nouvelle de ce désastre parvint à Kairouan,. »

## Population
Le géographe et historien andalou Al-Bakri (1014-1094) indique que la ville était peuplée en son temps d'Arabes, dont certains de la tribu des Quraysh (Banu Fihr, Banu Makhzoum), qui avaient pour ennemis les berbères Houara, et Miknasa de rite Ibadite.
La ville deviendra plus tard un bastion des Hilaliens qui se mêleront aux peuplades arabes pré-hilaliennes.On recense les tribus notables suivantes: Cheurfa, Khidrane, Bouazidi, Ouled Bouhadijat, Ouled Ammar, Ghomra, Ouled Naïli. 

## Personnalités liées à la commune
- Oqba Ibn Nafi al-Fihri (622-683), conquérant arabe;
- Ahmed Reda Houhou (1910-1956), écrivain algérien;
- Tayeb El-Okbi (1889-1960)[5], membre de l'association des ulémas algériens.
- Abbassi Madani (1931-2019), homme politique, co-fondateur du Front islamique du salut